# Filipe Albuquerque
Filipe Miguel Delgadinho Albuquerque (Coímbra, Portugal; 13 de junio de 1985) es un piloto de automovilismo portugués que ha competido en el Campeonato Mundial de Resistencia de la FIA, el Deutsche Tourenwagen Masters, la Blancpain Endurance Series y el IMSA SportsCar Championship. Fue campeón de la clase LMP2 en el Campeonato Mundial de Resistencia de la FIA de 2019-20 y de la European Le Mans Series en 2020, y logró la victoria absoluta en las 24 Horas de Daytona de 2018 y 2021.

## Carrera deportiva

### Inicios
Filipe Albuquerque comenzó su carrera deportiva en el karting en 1993: "Empecé a competir en karting de broma, pero rápidamente se volvió más y más serio", recuerda Albuquerque. "Es verdaderamente difícil encontrar patrocinadores para las carreras. Sin Red Bull, probablemente estaría en casa estudiando". El joven piloto portugués consiguió 2 títulos nacionales de karting antes de ir a la F3 Española con la ayuda de Red Bull. Más tarde, Albuquerque se trasladó a la Fórmula Renault. "Un piloto fue despedido de Red Bull" comenta el portugués, "y me dijeron si quería participar en la carrera de Renault 2.0 en Zolder." Albuquerque fue el piloto más rápido del equipo durante la carrera y se convirtió en el sustituto definitivo. Fue llamado a la Fórmula Renault Alemana.

El piloto portugués finalizó sexto en el Campeonato de Fórmula 3 Española, quinto en la Eurocopa de Fórmula Renault y tercero en la Fórmula Renault Alemana. En 2006, Albuquerque participó en 2 campeonatos de Fórmula Renault, la Eurocopa y la Copa de Europa del Norte, ganando ambos.

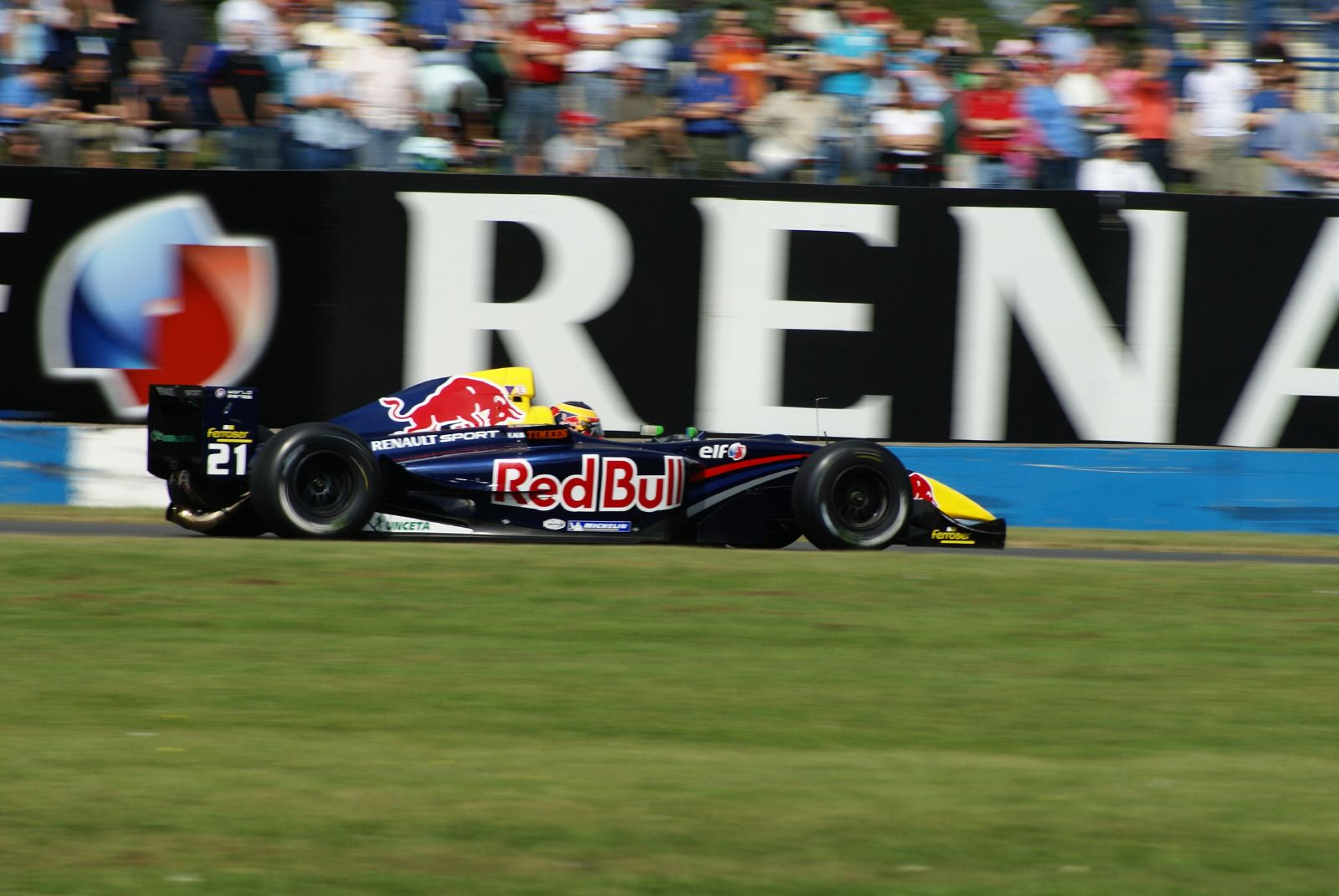
Albuquerque corriendo con Epsilon Euskadi en la carrera de Donington Park en la temporada 2007 de Fórmula Renault 3.5 Series.

En 2007, Albuquerque entró en la Fórmula Renault 3.5 con el equipo Epsilon Euskadi. Fue elegido como el sustituto de Ernesto Viso en la carrera de Silverstone de GP2 Series, debido al accidente del venezolano en Magny-Cours. En 2008 y 2009 fue piloto del equipo portugués del A1 GP. El piloto logró una victoria y nueve podios en la categoría, resultando tercero en la temporada 2008/09.

### Turismos y gran turismos
Ante la desaparición del A1GP y la falta de butacas en monoplazas, Albuquerque se dedicó el resto de la temporada 2009 a competir en automóviles con techo. Disputó parte del Campeonato Italiano de GT3 con un Audi R8 y participó en una fecha de la Superstars Series con un Audi RS4.
En 2010, terminó tercero en la Blancpain Endurance Series para WRT con un Audi R8 oficial, resultó subcampeón italiano de GT3 junto a Marco Bonanomi como piloto oficial de Audi, y nuevamente fue invitado a la Superstars. En diciembre, se destacó en la Carrera de Campeones derrotando a Sebastian Vettel y Sébastien Loeb para ganar la copa de pilotos.
En 2011, Audi le asignó una plaza en el equipo Rosberg del Deutsche Tourenwagen Masters. A los mandos de un Audi A4 antiguo, consiguió un segundo puesto en la carrera del Circuito Ricardo Tormo, y terminó 12º el campeonato con 9 puntos. Además, obtuvo tres podios y el tercer puesto de campeonato en la Blancpain Endurance Series, pilotando un Audi R8 de WRT junto a Stéphane Ortelli y Bert Longin.

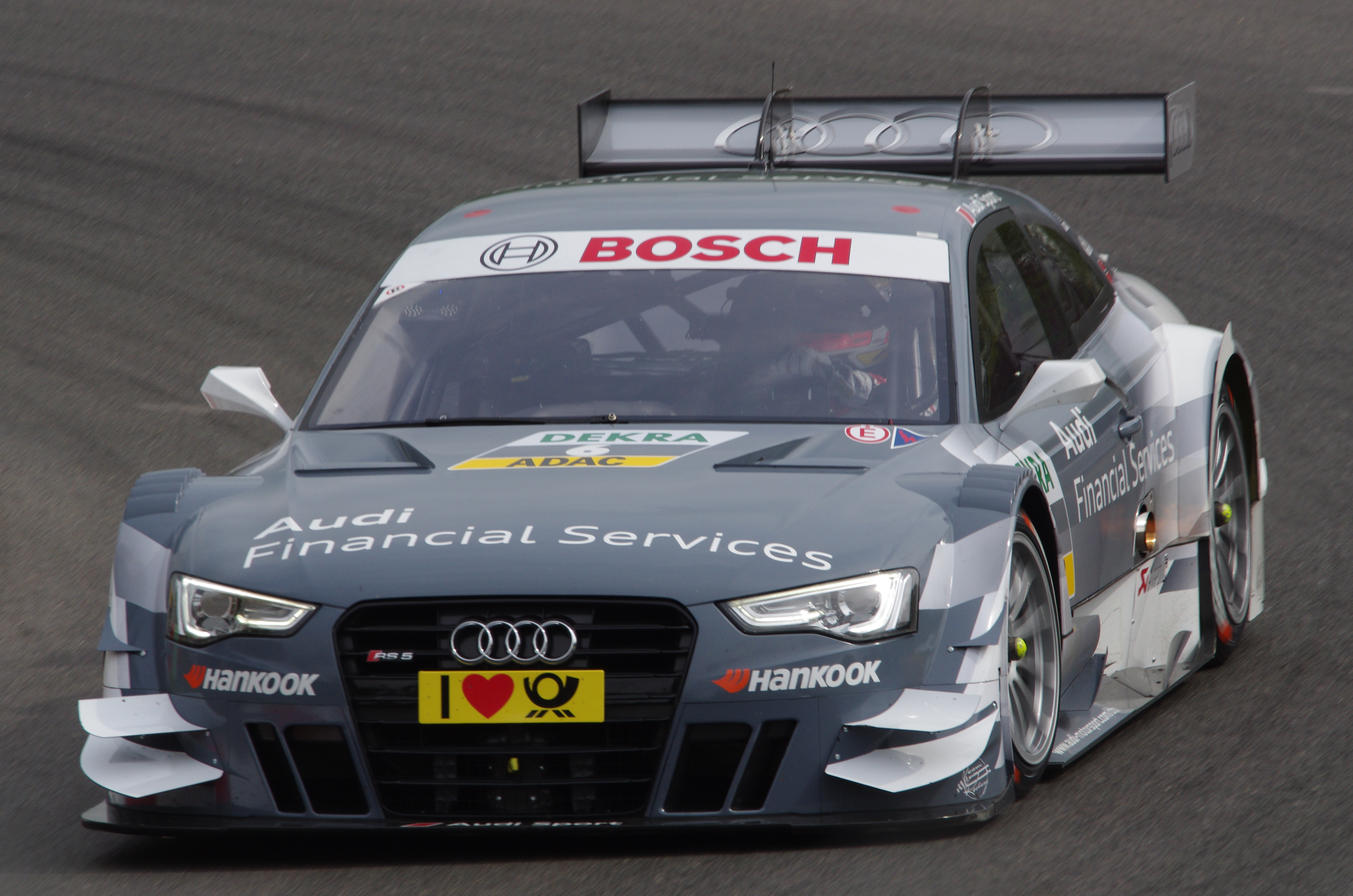
Audi #6 de Filipe Albuquerque, en 2013.

Albuquerque permaneció en el equipo Rosberg del DTM en 2012, pero recibió un Audi A5 nuevo dado el cambio de reglamento. Albuquerque puntuó en siete de carreras, con un cuarto lugar en Cheste como mejor resultado, y culminó 11º. Por otra parte, obtuvo un podio en la Blancpain Endurance Series con un Audi R8.
En su tercera temporada en el DTM, el portugués obtuvo un cuarto puesto y un octavo, por lo que se ubicó 18º en el campeonato de pilotos. También en 2013, disputó una fecha del Campeonato FIA GT, una del Superstars GT Sprint y una del Open Internacional de GT con un Audi R8 de la clase GT3. En la Rolex Sports Car Series, disputó tres fechas con un Audi R8 del equipo de Alex Job, logrando la victoria de la clase GT en las 24 Horas de Daytona.

### Sport prototipos
En 2014, Albuquerque dejó el DTM y se incorporó al equipo Jota de la European Le Mans Series. Al volante de un Zytek-Nissan, resultó subcampeón de pilotos de la clase LMP2. Por otra parte, corrió las 6 Horas de Spa-Francochamps y las 24 Horas de Le Mans con un Audi R18 oficial, obteniendo un sexto puesto y un abandono respectivamente. También disputó las 24 Horas de Daytona y las 12 Horas de Sebring del United SportsCar Championship con un Audi R8 de Flying Lizard, resultando quinto en la clase GTD en ambas pruebas.
El portugués continuó con Jota en la European Le Mans Series 2015, logrando una victoria y cuatro podios, para finalizar sexto en el campeonato. Además disputó las 24 Horas de Daytona en la clase Prototype Challenge con el equipo Starworks. Mientras que nuevamente participó en las 6 Horas de Spa-Francochamps y las 24 Horas de L Mans con un Audi R18 oficial, donde logró un cuarto y séptimo lugar respectivamente.
En el Campeonato Mundial de Resistencia (WEC) 2016, el portugués se sumó a RGR Sport, para formar equipo con Ricardo González y Bruno Senna. Con un Ligier-Nissan, logró dos victorias, cuatro segundos lugares y un tercero, finalizando subcampeón en la clase LMP2. Además, Albuquerque fue invitado por Action Express Racing (AXR), para conducir un Chevrolet Corvette DP en las 24 Horas de Daytona, 12 Horas de Sebring, 6 Horas de Watkins Glen, y la Petit Le Mans, en donde consiguió una victoria y un tercer lugar. Por otro lado, resultó cuarto en la clase Super GT3 en el Campeonato Italiano de GT, obteniendo un total de un triunfo y seis podios con un Audi R8.
En 2017, Albuquerque siguió alternando en distintos campeonatos de Europa y Estados Unidos. Disputó la European Le Mans Series para United Autosports con un Ligier LMP2 junto a Hugo de Sadeleer y William Owen, logrando dos victorias y un segundo puesto para obtener el subcampeonato. Además disputó las cuatro carreras especiales de resistencia del IMSA SportsCar Championship con Cadillac DPi-V.R de Action Express Racing (AXR) junto a Dane Cameron y Eric Curran entre otros, logrando la victorias en las 6 Horas de Watkins Glen y el segundo puesto en las 24 Horas de Daytona y las 12 Horas de Sebring. Participó en las 6 Horas de Nürburgring para Rebellion con un Oreca LMP2 junto a Bruno Senna y Julien Canal, resultando segundo en su clase. Asimismo, disputó dos fechas de la Blancpain GT Series Endurance Cup con un Audi R8 junto a Filip Salaquarda y Clemens Schmid, logrando el séptimo puesto en los 1000 km de Paul Ricard.
El portugués disputó cinco de las seis fechas de la European Le Mans 2018 con un Ligier LMP2 de United Autosports, logrando dos victorias. También disputó las 24 Horas de Le Mand para United Autosports, en este caso junto a Paul di Resta y Phil Hanson, donde abandonó. Por su parte, fue piloto titular de AXR en el IMSA SportsCar Championship, alternando a João Barbosa y Christian Fittipaldi como compañeros de butaca. Al volante de un Cadillac, triunfó en las 24 Horas de Daytona y Long Beach y obtuvo tres cuartos puestos, de modo que resultó sexto en el campeonato de pilotos. Asimismo, resultó segundo en la carrera de invitados del Stock Car Brasil junto a Rubens Barrichello.

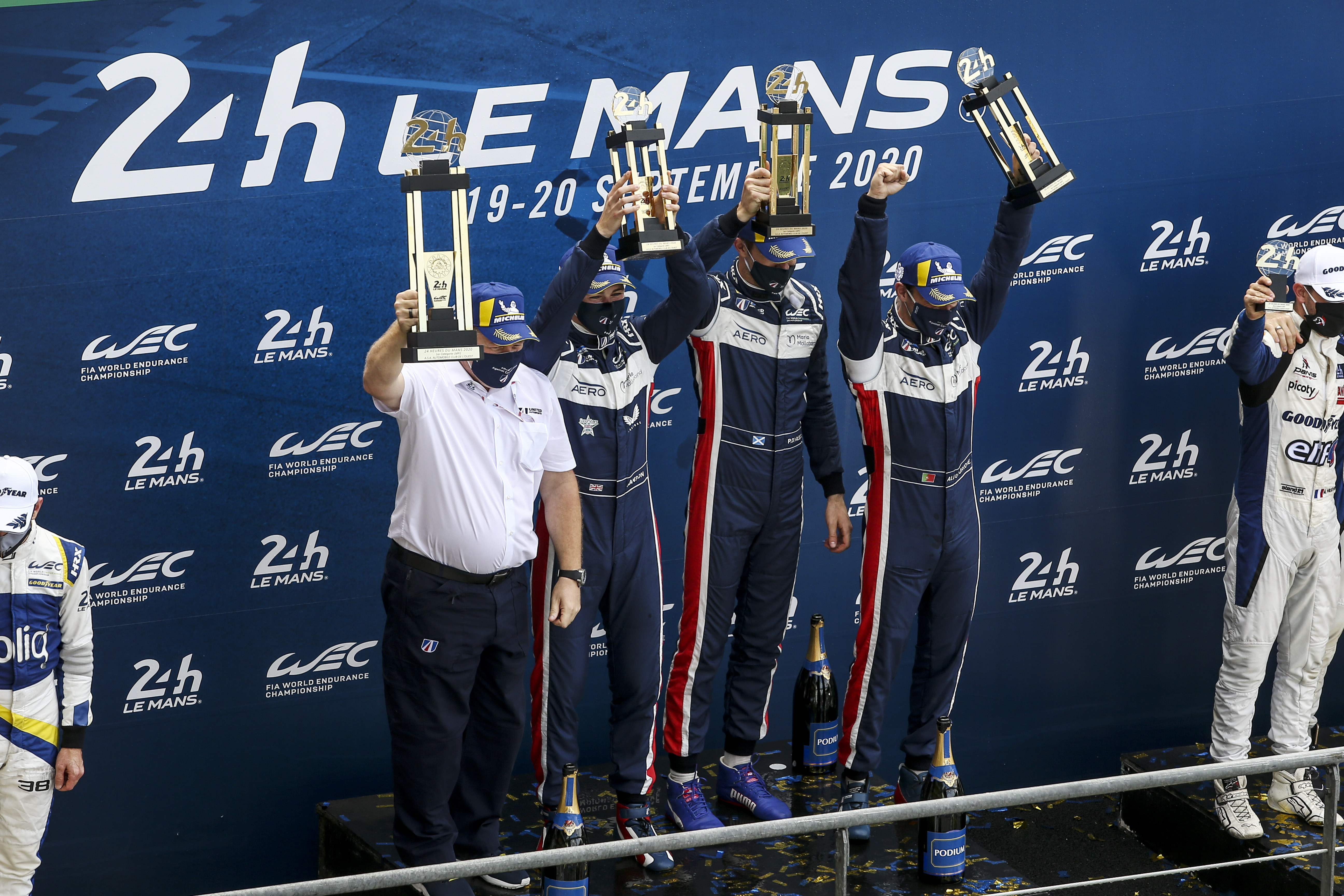
El equipo United en el podio de las 24 Horas de Le Mans 2020.

En 2019, pudo repetir victoria en Long Beach junto a Barbosa. Al año siguiente, compitió en ELMS y WEC. Ganó el campeonato de European Le Mans Series con United, junto a Phil Hanson, con tres victorias en cinco carreras, y también se coronó en el Campeonato Mundial de Resistencia de la FIA (LMP2), junto a Hanson y Paul di Resta, con cuatro victorias en ocho carreras (entre ellas, Le Mans).
En 2021, dejó ELMS para competir a tiempo completo en IMSA y WEC. En el primero, fue contratado por Wayne Taylor Racing (WTR) para compatir la conducción del Acura ARX-05 con Ricky Taylor y otros. Con tres victorias, incluidas las 24 Horas de Daytona, Albuquerque y Taylor fueron subcampeones detrás de AXR. Este resultado en IMSA se repitió para la dupla de WTR en las dos temporadas siguientes. En 2022, quedaron detrás del Acura de Meyer Shank Racing, y en 2023, con el nuevo Acura ARX-06 de LMDh, de AXR. En el WEC, Albuquerque continuó con United hasta 2023, con algunas victorias.

## Resultados

### GP2 Series
(Clave) (negrita indica pole position) (cursiva indica vuelta rápida puntuable)

| Año  | Escudería           | 1   | 1   | 2   | 2   | 3   | 3   | 4   | 4   | 5   | 5   | 6   | 6   | 7   | 7   | 8   | 8   | 9   | 9   | 10  | 10  | 11  | 11  | Pos. | Puntos | Ref.  |
| ---- | ------------------- | --- | --- | --- | --- | --- | --- | --- | --- | --- | --- | --- | --- | --- | --- | --- | --- | --- | --- | --- | --- | --- | --- | ---- | ------ | ----- |
| 2007 |                     | SAK | SAK | BAR | BAR | MON | MON | MAG | MAG | SIL | SIL | NÜR | NÜR | BUD | BUD | EST | EST | MNZ | MNZ | SPA | SPA | VAL | VAL | 32.º | 0      | [ 8 ] |
| 2007 | Racing Engineering  |     |     |     |     |     |     |     |     | 15  | 14  |     |     |     |     |     |     |     |     |     |     |     |     | 32.º | 0      | [ 8 ] |
| 2007 | Arden International |     |     |     |     |     |     |     |     |     |     |     |     |     |     |     |     |     |     |     |     | 10  | 10  | 32.º | 0      | [ 8 ] |

### Campeonato Mundial de Resistencia de la FIA
(Clave) (negrita indica pole position) (cursiva indica vuelta rápida)

| Año     | Escudería             | Clase | Automóvil               | 1   | 2   | 3   | 4   | 5   | 6   | 7   | 8   | 9   | Pos. | Puntos | Ref.   |
| ------- | --------------------- | ----- | ----------------------- | --- | --- | --- | --- | --- | --- | --- | --- | --- | ---- | ------ | ------ |
| 2014    | Audi Sport Team Joest | LMP1  | Audi R18 e-tron quattro | SIL | SPA | LMS | COA | FUJ | SHA | BHR | SÃO |     | 22.º | 8      | [ 9 ]  |
| 2014    | Audi Sport Team Joest | LMP1  | Audi R18 e-tron quattro |     | 6   | Ret |     |     |     |     |     |     | 22.º | 8      | [ 9 ]  |
| 2015    | Audi Sport Team Joest | LMP1  | Audi R18 e-tron quattro | SIL | SPA | LMS | NÜR | COA | FUJ | SHA | BHR |     | 12.º | 24     | [ 10 ] |
| 2015    | Audi Sport Team Joest | LMP1  | Audi R18 e-tron quattro |     | 4   | 7   |     |     |     |     |     |     | 12.º | 24     | [ 10 ] |
| 2016    | RGR Sport by Morand   | LMP2  | Ligier JS P2-Nissan     | SIL | SPA | LMS | NÜR | MEX | COA | FUJ | SHA | BHR | 2.º  | 166    | [ 11 ] |
| 2016    | RGR Sport by Morand   | LMP2  | Ligier JS P2-Nissan     | 1   | 4   | 6   | 2   | 1   | 2   | 2   | 3   | 2   | 2.º  | 166    | [ 11 ] |
| 2017    | Vaillante Rebellion   | LMP2  | Oreca 07-Gibson         | SIL | SPA | LMS | NÜR | MEX | COA | FUJ | SHA | BHR | 22.º | 18     | [ 12 ] |
| 2017    | Vaillante Rebellion   | LMP2  | Oreca 07-Gibson         | 2   |     |     |     |     |     |     |     |     | 22.º | 18     | [ 12 ] |
| 2019-20 | United Autosports     | LMP2  | Oreca 07-Gibson         | SIL | FUJ | SHA | BHR | COA | SPA | LMS | BHR |     | 1.º  | 190    | [ 13 ] |
| 2019-20 | United Autosports     | LMP2  | Oreca 07-Gibson         | Ret | 3   | 3   | 1   | 1   | 1   | 1   | 4   |     | 1.º  | 190    | [ 13 ] |

### 24 Horas de Le Mans
| Año     | Equipo                | Copilotos                     | Automóvil               | Clase  | Vueltas | Pos. | Pos. Clase |
| ------- | --------------------- | ----------------------------- | ----------------------- | ------ | ------- | ---- | ---------- |
| 2014    | Audi Sport Team Joest | Marco Bonanomi Oliver Jarvis  | Audi R18 e-tron quattro | LMP1-H | 25      | DNF  | DNF        |
| 2015    | Audi Sport Team Joest | Marco Bonanomi René Rast      | Audi R18 e-tron quattro | LMP1   | 387     | 7.º  | 7.º        |
| 2016    | RGR Sport by Morand   | Ricardo González Bruno Senna  | Ligier JS P2-Nissan     | LMP2   | 344     | 14.º | 10.º       |
| 2017    | United Autosports     | Will Owen Hugo de Sadeleer    | Ligier JS P217-Gibson   | LMP2   | 362     | 5.º  | 4.º        |
| 2018    | United Autosports     | Phil Hanson Paul di Resta     | Ligier JS P217-Gibson   | LMP2   | 288     | DNF  | DNF        |
| 2019    | United Autosports     | Phil Hanson Paul di Resta     | Ligier JS P217-Gibson   | LMP2   | 365     | 9.º  | 4.º        |
| 2020    | United Autosports     | Phil Hanson Paul di Resta     | Oreca 07-Gibson         | LMP2   | 370     | 5.º  | 1.º        |
| 2021    | United Autosports USA | Phil Hanson Fabio Scherer     | Oreca 07-Gibson         | LMP2   | 328     | 40.º | 18.º       |
| 2022    | United Autosports USA | Phil Hanson Will Owen         | Oreca 07-Gibson         | LMP2   | 366     | 14.º | 10.º       |
| 2023    | United Autosports     | Philip Hanson Frederick Lubin | Oreca 07-Gibson         | LMP2   | 321     | 21.º | 11.º       |
| 2024    | United Autosports USA | Ben Hanley Ben Keating        | Oreca 07-Gibson         | LMP2   | 272     | 42.º | 13.º       |
| Fuente: |                       |                               |                         |        |         |      |            |